# Naturaleza y romanticismo
La naturaleza fue concebida de forma muy diferente dentro del movimiento cultural del Romanticismo con respecto al periodo histórico anterior de la Ilustración. Esta nueva concepción de la naturaleza tuvo su reflejo en el arte y la convirtió en un tema literario y pictórico recurrente para los artistas románticos.

## Los escritores románticos y la naturaleza

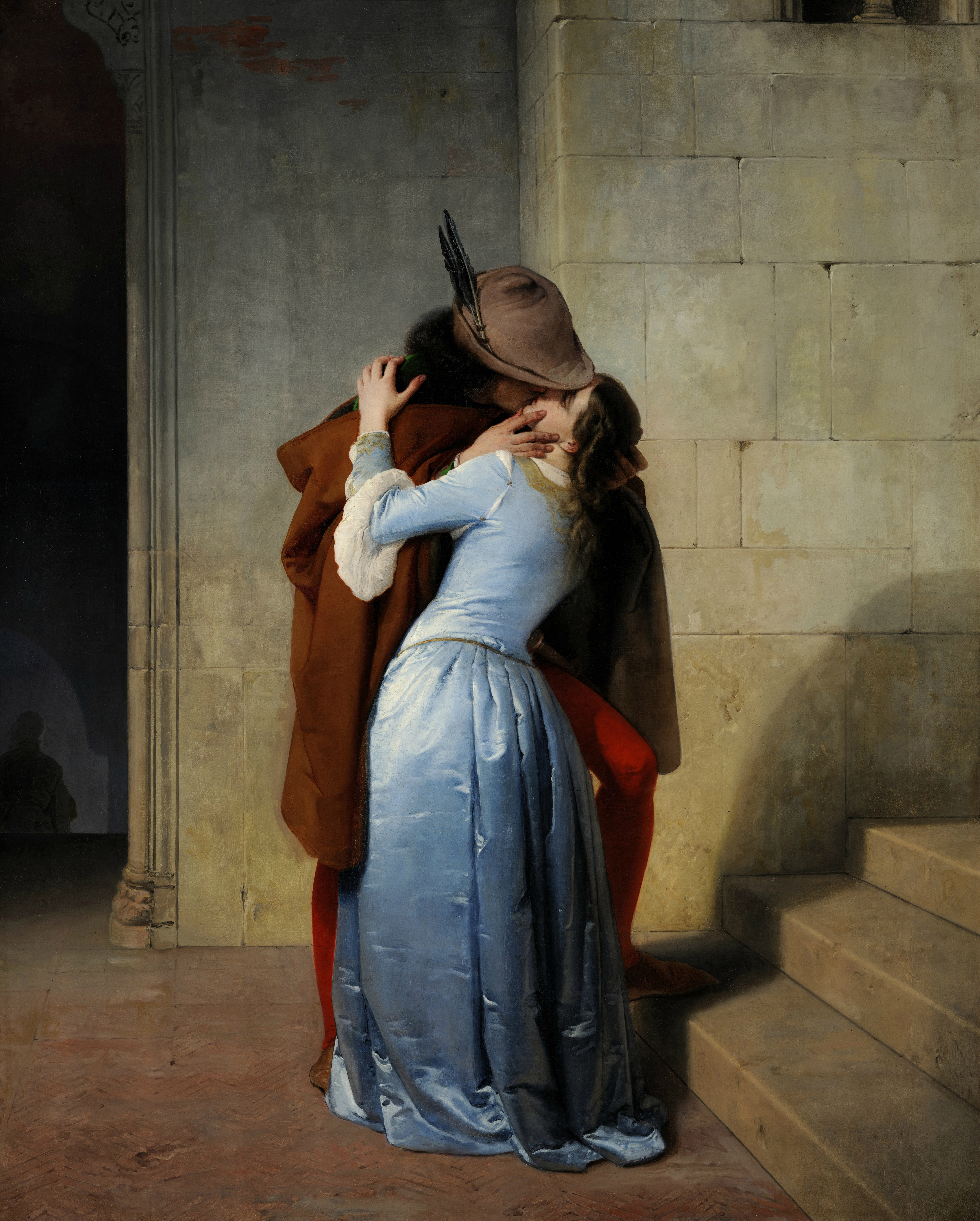
El beso, obra de Francesco Hayez, 1859.

El Romanticismo se opuso a los principios de excesivo racionalismo y pensamiento mecanicista de la Ilustración en todos los órdenes del conocimiento humano. También en lo relativo a la consideración que se había tenido de la naturaleza en el siglo XVIII: el medio natural dejó de ser exclusivamente expresión de orden, proporción y armonía —manifestados en paisajes serenos, bucólicos y diurnos, domesticados por el hombre— para convertirse en una fuerza vital, creadora, dotada de alma (animismo) que lo impregnaba todo (panteísmo), incluidos el ser humano y sus obras. Con el Romanticismo la naturaleza dejó de ser racionalizada, humanizada y sometida a un orden geométrico —que encontraba su expresión en los jardines rococós de los palacios neoclásicos— por ser ello impropio de una fuerza caótica, incontrolable y espontánea como era la naturaleza, cuya relación con el hombre se suponía misteriosa y mística, antes que racional, según la concepción romántica.
Los escritores románticos vieron en la naturaleza una vía de liberación frente a una sociedad en plena Revolución Industrial que destruía paisajes y creaba ciudades populosas donde se hacinaban millares de personas en condiciones insalubres. Este dominio destructor del industrialismo llevó a reivindicar el lado inconmensurable (sin límites) y sublime del medio natural, y lo que contenía de salvaje y de descontrolado.
En la literatura romántica la naturaleza dejó de ser un simple marco físico, un mero escenario, para convertir su presencia y su exaltación en un tema literario en sí mismo. El desarrollo exponencial del conocimiento del mundo natural durante el siglo XVIII no tuvo un reflejo proporcional en la literatura de su tiempo. Hubo que esperar al Romanticismo para que la naturaleza ocupara un papel estelar en las producciones líricas, dramáticas y narrativas. En este movimiento cultural el mundo natural tuvo una función evocadora de sentimientos para los poetas y fue una fuente de inspiración constante para los literatos al ser el vehículo perfecto para que el artista proyectar en él su subjetivismo, sus estados de ánimo y, más particularmente, el sentimiento de gozo o de melancolía ante su contemplación. Al representar a la naturaleza, el romántico a menudo se representaba a sí mismo, dando una visión personalizada de la realidad natural y obviando la representación realista y veraz de la misma. De esta manera la naturaleza se transformaba así en un medio para el análisis de la propia identidad y la expresión del individualismo.
Los escritores románticos dotaron a la naturaleza de un halo espiritual y simbólico. Espiritual porque su contemplación actuaba como mediación entre el hombre y lo Absoluto (la divinidad), lo que se tradujo en términos literarios en la descripción de una naturaleza que más que bella era sublime. Simbólico porque la creían depositaria de la esencia de todo cuanto los rodeaba. Esa esencia tenía un carácter suprasensible, para cuya interpretación se necesitaba el genio del poeta —experto en lo intangible—. Esta nueva concepción mística de la naturaleza y el papel del literato en su relación con ella se puede interpretar como una reacción al cientificismo de la Ilustración: la razón tenía sus límites y eran necesarias otras fuentes de conocimiento, como la intuición, la imaginación o el instinto —ideas defendidas por la filosofía de Johann Gottlieb Fichte o Friedrich Schelling— para acceder a ese conocimiento profundo.
La fuerza vital y mágica que representaba el mundo natural se manifestó en la literatura romántica en paisajes agrestes, indómitos y preferentemente nocturnos o crepusculares. La fauna fetiche también era propia de la noche (murciélago, lechuza) o el crepúsculo (lobo) o aquélla que pudiera asociarse a los colores oscuros (cuervo). Hubo además una tendencia en este movimiento a recrearse con el llamado locus horridus, con profusión de parajes con ruinas y cementerios, acompañados de tormentas aparatosas, bosques frondosos y enmarañados, mares embravecidos o montañas colosales y desafiantes. Todo ello envuelto en una niebla o bruma impenetrables, bajo el peso de nubes plomizas o bajo la presencia de la luna. La descripción de este tipo de lugares llegó a su máxima expresión en los relatos fantásticos y góticos, como los de Edgar Allan Poe, Gustavo Adolfo Bécquer o Bram Stoker, por poner algunos ejemplos, donde los parajes naturales eran la puerta de acceso al mundo sobrenatural.

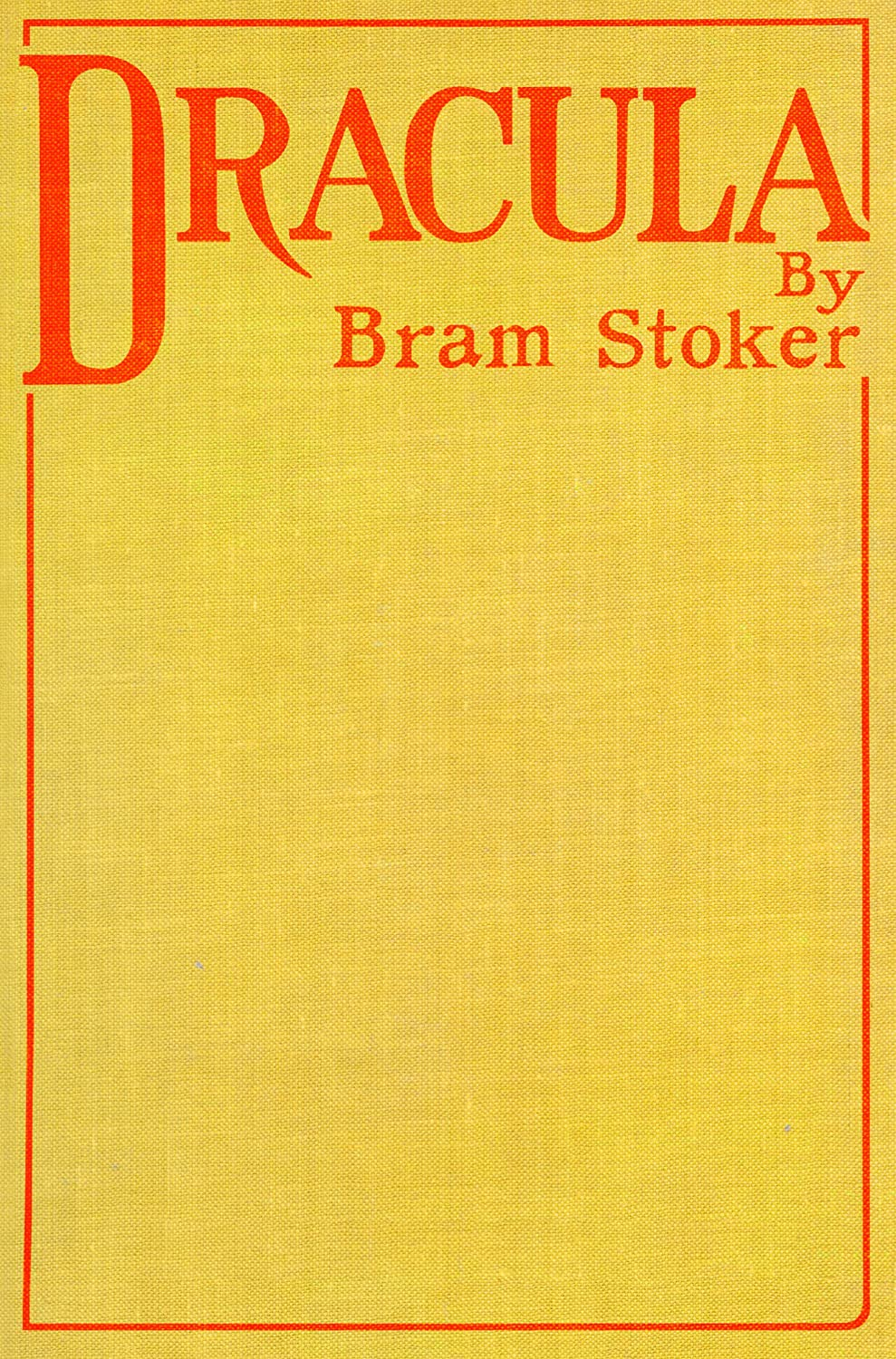
Portada de la novela Drácula, de Bram Stoker, 1897.

En la novela de Bram Stoker Drácula encontramos una prolija descripción del paisaje que rodea el desfiladero del Borgo —un puerto de montaña en los Cárpatos orientales, en Rumanía— que su protagonista, Jonathan Harker, tiene que atravesar para llegar a Transilvania, la patria del siniestro conde. Harker comienza con la descripción de las escapadas cumbres de los Cárpatos al atardecer para continuar con un paisaje que, según va oscureciendo, se torna más lóbrego y fantasmal, hasta llegar a la propia boca del desfiladero, frontera natural que divide dos mundos:
“Al comenzar a caer la noche se sintió mucho frío, y la creciente penumbra pareció mezclar en una sola bruma la lobreguez de los árboles, robles, hayas y pinos, aunque en los valles que corrían profundamente a través de los surcos de las colinas, a medida que ascendíamos hacia el desfiladero, se destacaban contra el fondo de la tardía nieve los oscuros abetos.[ ] Las montañas parecieron acercarse a nosotros desde ambos lados, como si quisiesen estrangularnos, y nos encontramos a la entrada del desfiladero de Borgo.[ ] Sobre nosotros pendían oscuras y tenebrosas nubes, y el aire se encontraba pesado, cargado con la opresiva sensación del trueno. Parecía como si la cordillera separara dos atmósferas, y que ahora hubiésemos entrado en la tormentosa”.
Ya en el castillo del conde, Harker no tarda en darse cuenta de que es el prisionero de su anfitrión y no su invitado. Cuando consigue escapar de su aposento en el que estaba encerrado con llave puede ver desde una de las ventanas cómo es la morada de su captor, y la describe como un enclave estratégicamente rodeado por una Naturaleza agreste y escarpada, borde divisorio entre el mundo ordinario y el fantástico que encierran sus paredes:
“El castillo estaba construido en la esquina de una gran peña, de tal manera que era casi inexpugnable en tres de sus lados, y grandes ventanas estaban colocadas aquí donde ni la onda, ni el arco, ni la culebrina podían alcanzar, siendo aseguradas así luz y comodidad a una posición que tenía que ser resguardada. Hacia el este había un gran valle, y luego, levantándose allá muy lejos, una gran cadena de montañas dentadas, elevándose pico a pico, donde la piedra desnuda estaba salpicada por fresnos de montaña y abrojos, cuyas raíces se agarraban de las rendijas, hendiduras y rajaduras de las piedras”.
Drácula fue publicada el 26 de mayo de 1897, fuera del periodo propiamente histórico del Romanticismo, pero su autor estuvo muy influenciado por escritores románticos, como Edgar Allan Poe, y recogió en su obra una buena parte de la estética y de la atmósfera de las narraciones fantásticas románticas.
El teatro y la poesía

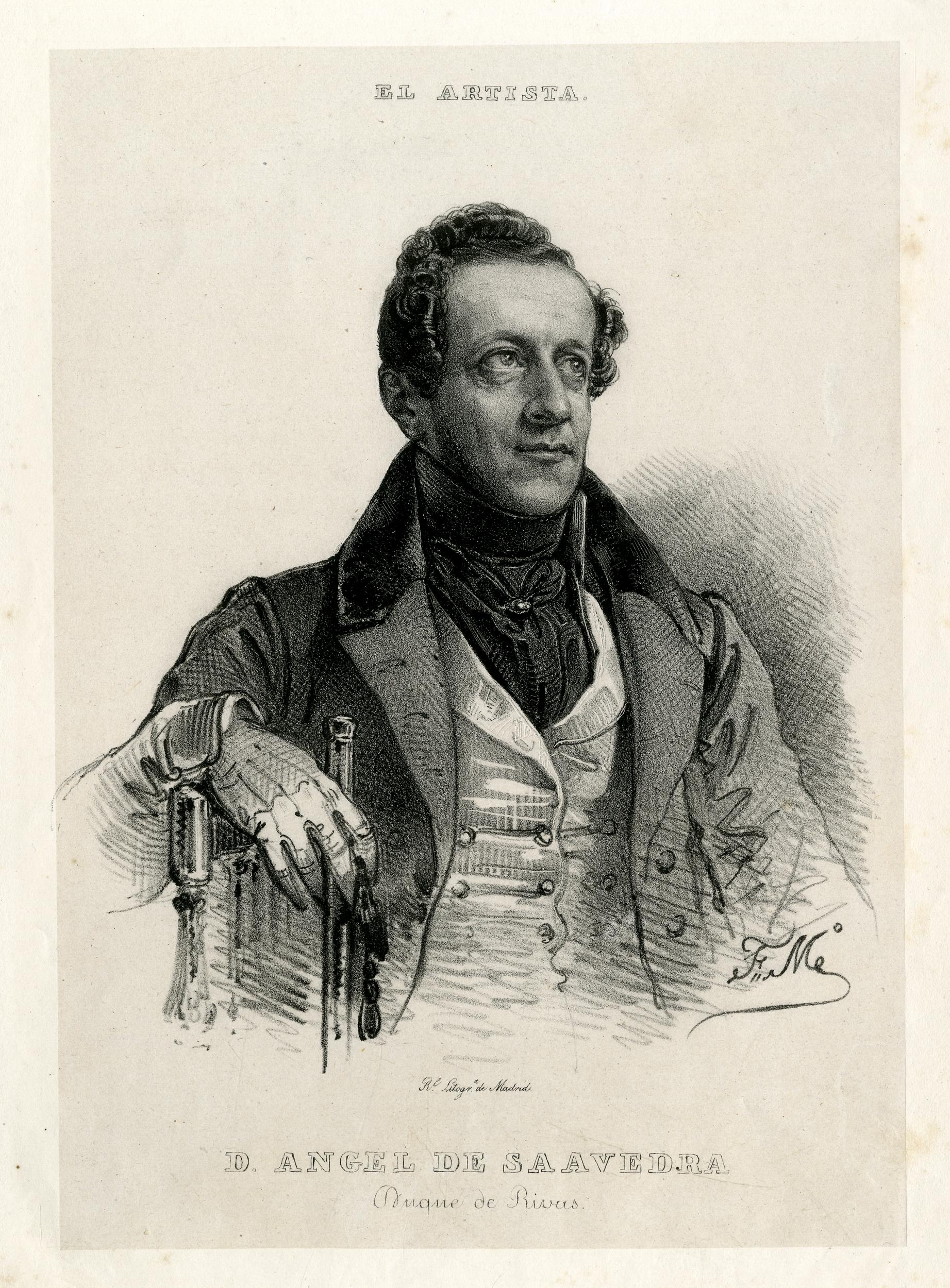
Ángel de Saavedra, duque de Rivas, autor de Don Álvaro o la fuerza del sino, estrenada en 1835.

El drama fue el género teatral predominante en la literatura del romanticismo y muy especialmente en el teatro español de la época. Los grandes dramaturgos del Romanticismo —Friedrich Schiller (Guillermo Tell), Goethe (Fausto), Victor Hugo (Hernani) y en España el Duque de Rivas (Don Álvaro o la fuerza del sino), José Zorrilla (Don Juan Tenorio), Antonio García Gutiérrez (El trovador) o Juan Eugenio Hartzenbusch (Los amantes de Teruel)- se decantaron por el drama histórico y, otros, por el drama de tipo sobrenatural.
Ambos no buscaron ser realistas, pero sí lo fueron en cuanto a la puesta en escena de sus dramas, especialmente en lo relativo al vestuario y a la iluminación. Esto fue posible por el desarrollo de la escenografía que experimentó en esta época, y que fue posible gracias, entre otros inventos, a la sustitución del alumbrado de velas o lámparas de aceite por el de gas en los teatros a partir de 1830. Hubo un predomino de lo visual sobre lo verbal.
La naturaleza aparecía representada en los dramas románticos mediante tormentas nocturnas violentas (con profusión de rayos, truenos y relámpagos) en los momentos cruciales o más dramáticos de la obra, y que eran en la mayor parte de las veces, heraldos de malos presagios.
Los escenarios preferidos para que se desarrollasen los dramas solían ser lugares lúgubres como cementerios, cuevas, criptas, jardines abandonados o ruinas, muy habitualmente nocturnos. Muchos personajes mueren en escena de noche, como el protagonista de la obra Don Álvaro del Duque de Rivas, con cuya muerte se termina la función, antes de saltar desde lo alto de un risco, mientras sucede una violenta tormenta.

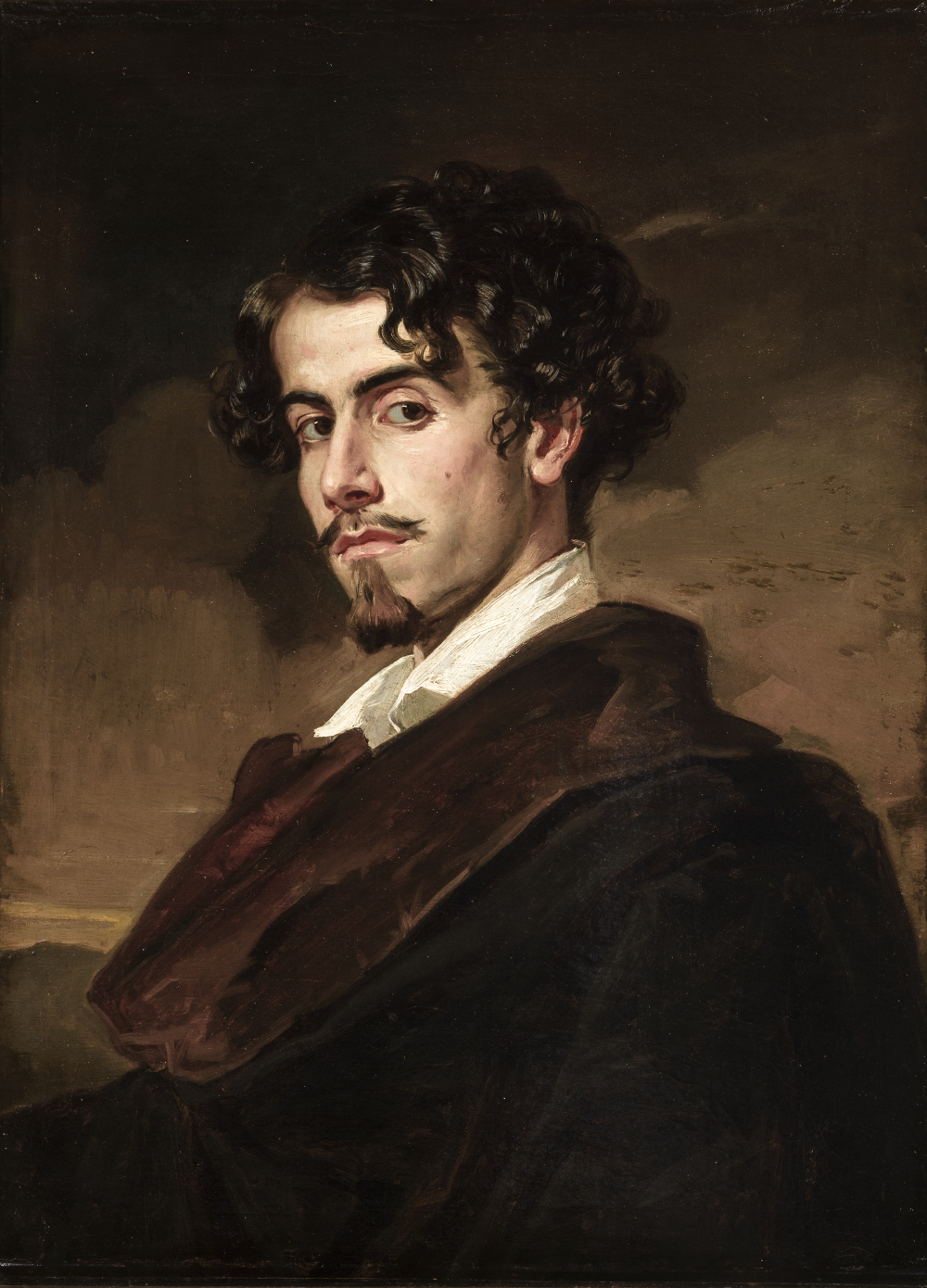
Gustavo Adolfo Bécquer, (1836-1879), poeta posromántico

En cuanto a la poesía romántica la presencia de la naturaleza es frecuente. En la obra del poeta español posromántico Gustavo Adolfo Bécquer constituye un tema básico de su obra. Sus rimas son un buen ejemplo del ideario romántico poetizado mencionado. En la Rima II la poesía aparece como una forma última de conocimiento permanente para el hombre, cuando todo lo demás no pueda dar una respuesta para desvelar grandes enigmas: "Mientras en la ciencia a descubrir no alcance/ las fuentes de la vida,/ y en el mar o en el cielo haya un abismo/ que al cálculo resista;/ mientras la humanidad, siempre avanzando/ no sepa a do camina;/ mientras haya un misterio para el hombre,/ ¡habrá poesía!
En la Rima V el poeta expresa su identidad y su existencia como la parte de un todo del universo, que forma una unidad fundamental (idea neoplatónica). Esto le permite sentir una experiencia de recuperación de sí mismo a través de las formas naturales. "Yo soy nieve en las cumbres, / soy fuego en las arenas,/ azul onda en los mares/ y espuma en las riberas./ En el laúd soy nota,/ perfume en la violeta,/ fugaz llama en las tumbas/ y en las ruinas, yedra"
La naturaleza aparece en esta rima también como un testigo mudo e inmutable de la temporalidad y el perecimiento del hombre. Aparece también como algo permanente, frente a la a la frugalidad de la vida humana, y como fuerza tenaz para la recuperación de su espacio perdido (yedra) por las obras materiales del hombre (tumbas, ruinas).
El poeta pierde su individualidad para recuperarla en el cosmos. Esta recuperación se produce no solo en las numerosas y ocasionales formas naturales que lo componen, también se produce en el movimiento incesante que manifiesta, como se puede leer en la Rima XV: "En el mar sin playa onda sonante,/ en el vacío cometa errante./ largo lamento/ del ronco viento,/ ansia perpetua de algo mejor:/ ese soy yo".
Este incesante movimiento también se aprecia en los ciclos biológicos que la naturaleza repite (por ejemplo, la migración de las aves con el cambio de estación): el poeta los experimenta como ser vivo y le traen a la memoria sentimientos y situaciones amorosas pasados que ya no existen. Este el tema fundamental de la celebérrima Rima LIII: "Volverán las oscuras golondrinas/ en tu balcón sus nidos a colgar,/ y otra vez con el ala en sus cristales/ jugando llamarán/ pero aquellas que el vuelo refrenaban/ tu hermosura y mi dicha a contemplar,/ aquellas que aprendieron nuestros nombres.../ ésas… ¡no volverán!
En la poesía de Bécquer los elementos de la naturaleza son vehículos para que la mujer amada perciba la presencia de su amado, como se puede apreciar en la Rima XVI: "Si al mecer las azules campanillas/ de tu balcón/ crees que suspirando pasa el viento/ murmurador/ sabe que, oculto entre las verdes hojas/ suspiro yo".
Y también son los medios idóneos para que el poeta exprese en toda su plenitud su experiencia amorosa como en la Rima XVII: "Hoy la tierra y los cielos me sonríen;/ hoy llega al fondo de mi alma el sol;/ hoy la he visto…; la he visto y me ha mirado…/ ¡Hoy creo en Dios!".

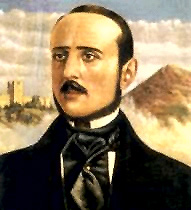
Enrique Gil y Carrasco (1815-1846) novelista y periodista romántico

Dentro de la prosa romántica española hay un ejemplo muy singular de la presencia del mundo natural como una pieza angular de la obra:  El señor de Bembibre, novela histórica escrita por Enrique Gil y Carrasco en 1844. Ambientada en la Edad Media, narra los amores de dos nobles —Álvaro y Beatriz- mezclados con un cúmulo de intrigas, ambiciones, luchas y fatalidades, que tienen como telón de fondo la desaparición de la orden de los Templarios.
El mundo natural está profusamente descrito a lo largo de toda la novela y está referido en su totalidad a la región leonesa de El Bierzo, donde nació el autor de la obra. Gil Carrasco había publicado un año antes (1843) en el periódico El Sol una serie de artículos sobre esta localidad —a modo de cuaderno de viaje- que se agruparon para su edición conjunta bajo el título Bosquejo de un viaje a una provincia del interior.
Estos viajes sirvieron de documentación para que después el autor pudiera describir la comarca en El señor de Bembibre con detalles muy precisos, especialmente en lo relativo a sus accidentes geográficos, su flora y su fauna. Una descripción muy exacta del lugar, aunque no exenta de cierta idealización:
“Don Álvaro salió de su castillo [ ] y encaminándose a Ponferrada subió el monte de Arenas, torció a la izquierda, cruzó el Boeza y sin entrar en la bailía tomó la vuelta de Cornatel. Caminaba orillas del Sil [ ] ora atravesaba un soto de castaños y nogales, ora un linar cuyas azuladas flores semejaban la superficie de una laguna, ora praderas fresquísimas y de un verde delicioso [ ] Cruzaban los aires bandadas de palomas torcaces con vuelo veloz y sereno al mismo tiempo; las pomposas oropéndolas y los vistosos gayos revoloteaban entre los árboles, y pintados jilgueros y desvergonzados gorriones se columpiaban en la zarzas de los setos”.

## Los pintores románticos y la naturaleza
Esta nueva visión de la naturaleza se plasmó en el arte pictórico, pero en este caso con mayor fuerza que en la literatura, al tratarse de un arte visual: los conceptos estéticos de lo sublime, lo absoluto, lo individual, lo pintoresco, lo autóctono o lo exótico –fundamentales en el ideario romántico- tuvieron un gran desarrollo pictórico en distintos artistas de este periodo. Los pintores románticos se centraron en representar la emoción inspirada por la belleza extrema (sublime) del mundo natural, buscando capturar su esencia mística y trascendental. Buscaban conmover al espectador sin moralizar ni aleccionar, intentando plasmar la inmensidad de la naturaleza mediante la pintura de espacios de gran amplitud y perspectivas que dieran una sensación de pequeñez al ser humano. Esta grandiosidad era inaprensible en toda su extensión por la finitud de los sentidos humanos y servía de mediadora con la divinidad (lo absoluto): en la naturaleza se podía proyectar la presencia divina, encontrar lo trascendental, lo eterno más allá de lo terrenal. Los artistas románticos buscaban representar esa conexión mística entre el hombre, la naturaleza y lo divino a través de sus lienzos.
En el periodo histórico anterior, la Ilustración, el arte fue fundamentalmente canónico, dogmático y academicista. Las obras debían ajustarse a determinadas reglas fijadas por las Academias para alcanzar un “verdadero” estilo artístico. La función edificante y moral era una de esas reglas, el arte en general debía transmitir al espectador valores morales y/o una enseñanza. La observancia en el cumplimiento de esas reglas por parte de los artistas era tarea de las Academias.
En términos pictóricos esto se tradujo en la exaltación de los valores defendidos en la Revolución Francesa, normalmente proyectados en escenas de la mitología greco-latina, lo que significó una vuelta a los temas de la Antigüedad grecorromana. En estas escenas, de cariz mayoritariamente alegórico, los personajes humanos o su acción eran el centro de la pintura y el paisaje estaba supeditado a ellos. El paisaje no era un tema principal ni un género autónomo, independiente, pues su pintura se consideraba un género menor, dentro de la escala artística, como apuntó el ilustrado alemán Gotthold Ephraim Lessing en su ensayo Laocoonte, publicado en 1776.
El paisaje como tema pictórico principal

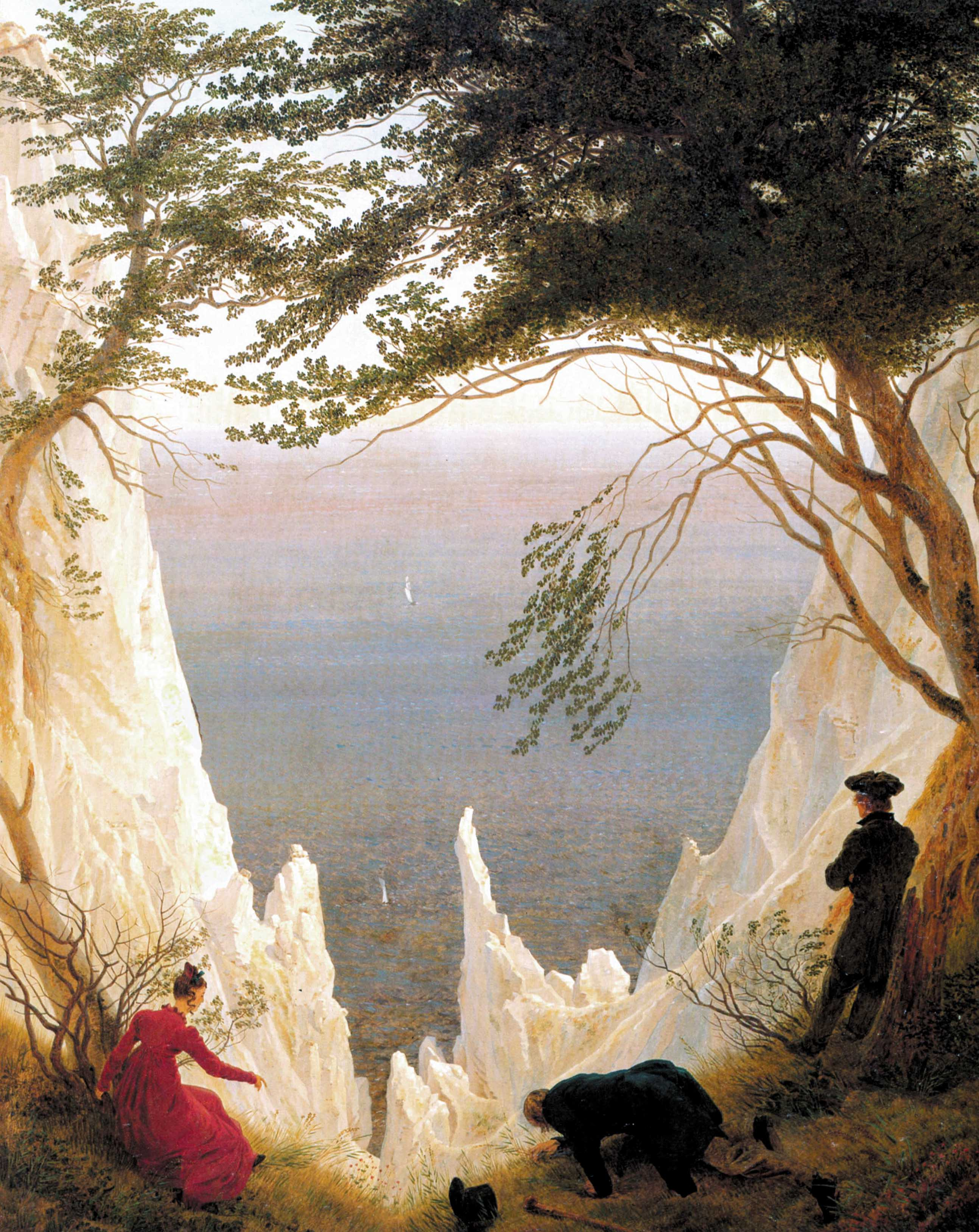
Acantilados blancos en Rügen, obra de Caspar David Friedrich, 1818.

La importancia que el Romanticismo confirió a la naturaleza hizo que el paisaje asumiera un papel protagonista, en el que la figura humana podía estar o no presente: en el caso de que lo estuviera, solía hacerlo en un segundo plano, con personajes diminutos, anónimos, inmóviles, y muchas de las veces de espaldas al espectador. Con ello se ponía de relieve la pequeñez del hombre frente a la infinitud de la naturaleza mediante las dimensiones reducidas de las figuras humanas representadas. El anonimato de las mismas propiciaba, además, la identificación del espectador de la obra con los retratados, asumiendo también la misma perspectiva con la que ellos contemplaban el espacio natural en el que se hallaban.
Esta fue la mayor aportación del Romanticismo a la historia de la pintura: que el paisaje tuviera la significación que habían tenido las escenas históricas o religiosas de antaño. Un ejemplo muy elocuente es el cuadro de Caspar David Friedrich, La cruz en la montaña, en el que el centro del cuadro son unas rocas coronadas de abetos entre los que apenas se distingue una cruz, como recortada, sobre un cielo crepuscular, casi indistinguible.
Para los artistas románticos ya no era importante representar la acción humana, como lo fue en el Neoclasicismo: el verdadero tema principal que querían reflejar era la naturaleza en sí misma. Se recreaban con los fenómenos naturales que tienen una incidencia transformadora sobre el paisaje como la lluvia, el crepúsculo, la aurora, el arco-iris, el paso de las estaciones o de las horas del día. Un mismo motivo o tema pictórico era ilustrado bajo los cambios operados por estos agentes. La idea era obtener un deleite con una contemplación desinteresada, puramente estética, de la naturaleza.
La plasmación pictórica del mundo natural aparecía asociada frecuentemente a elementos arquitectónicos colosales (castillos, abadías, puentes, iglesias) en ocasiones en decadencia, abandonados y/o en ruinas; porque era muy del gusto romántico la evocación idealizada de épocas pasadas y el concepto de la recuperación por parte de la naturaleza con el paso del tiempo de un espacio que le había pertenecido anteriormente a la colonización del hombre.
Esta naturaleza representada en las obras artísticas románticas no era una mera copia del modelo en el que el pintor se basaba para la realización de sus cuadros. En ellos proyectaba la complejidad de sus estados de ánimo, plasmaba su propio interior. El resultado era una obra pictórica con un carácter muy personal, una representación subjetiva y estrictamente individual, algo intermedio entre la realidad y el individualismo del artista, pues para el artista romántico la realidad era producto del “yo”.
Un ejemplo de ello fue el pintor paisajista inglés Joseph Mallord William Turner (1775- 1851), que evolucionó de una pintura figurativa de tema histórico a otra más abstracta, casi impresionista, de estilo muy propio. En sus obras, la naturaleza aparece difuminada: los contornos de lo representado han perdido su definición, en favor de unos reflejos sobre la bruma, la niebla y el agua que lo envuelven todo. Turner fue el más personal y revolucionario de los paisajistas románticos. La modernidad de sus planteamientos plásticos le convirtió en fuente de inspiración para movimientos pictóricos posteriores.
Lo pintoresco y lo regional

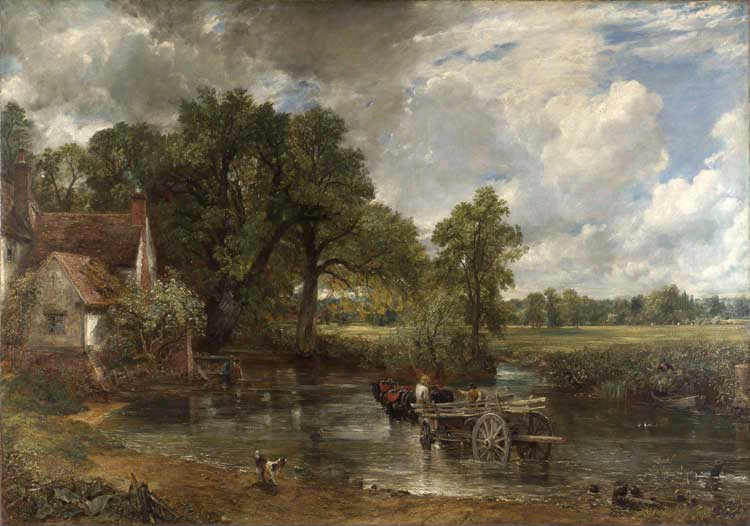
El carro de heno, obra de John Constable, 1821.

A la representación pictórica de lo sublime, de lo absoluto y de la expresión del individualismo del autor hay que añadir otro concepto estético propio, acuñado por el Romanticismo: lo pintoresco. En la pintura romántica también se buscó en la naturaleza aquello que era digno de ser pintado por su singularidad: unas veces lo pintoresco se encontraba dentro de una naturaleza deshabitada (riachuelos, senderos, bosques, cascadas…) y otras –la mayoría- dentro de un área rural habitada, (puentes, molinos, cabañas, graneros, cultivos, animales de granja, árboles, embarcaderos de ríos…).
Una “tosquedad” calculada y no exenta de cierta idealización: sobre un ambiente natural suave se insertaban una serie de objetos campestres y cotidianos que contrastaban con él, pero sin destacar en exceso, para conseguir una integración equilibrada de todas las partes. Es el caso del pintor inglés John Constable (1776-1837) y de muchos paisajistas del siglo XIX.
Constable hizo del condado de Suffolk (al sureste del Reino Unido) y, especialmente, del Valle de Deadham, el motivo pictórico recurrente de toda su obra. Este valle tiene la consideración de Area of Outstanding Natural Beauty (Área de Destacada Belleza Natural) por la hermosura y la importancia que presenta este espacio natural. Se le conoce como Country Constable, (el País de Constable) porque el pintor vivió allí y porque mediante su obra esta parte de Inglaterra se conoció internacionalmente.
Este regionalismo que observamos en este pintor inglés, que nunca viajó al extranjero, fue una constante en el movimiento romántico: nació del “nacionalismo de la identidad” que defendieron los románticos y que les llevó a reivindicar las características particulares de las naciones y de los pueblos, sus lenguas autóctonas, sus costumbres, su folclore, sus vestimentas y sus etnias.